# Otto Langebach
Ernst Otto Langebach (* 1857 in Reichenbach im Vogtland; † 25. August 1899 in Dresden) war ein deutscher Bürgerschullehrer, Jugendschriftsteller und Dichter.

## Leben
Langebach stammte aus dem sächsischen Vogtland und war der Sohn des Tuchhändlers Franz Heinrich Langebach und dessen Ehefrau Pauline Emilie geborene Renna. Nach dem Schulbesuch nahm er eine Lehrerausbildung auf, nach deren Abschluss er als Bürgerschullehrer in Dresden und im Sächsischen Pestalozzi-Verein tätig war.
Er verfasste u. a. Gedichte in Zusammenhang mit dem Jubiläum der Wettiner 1888 und der Burg Wettin sowie auf den Tod von August Berthelt, anlässlich der Geburtstage der sächsischen Könige oder zum 50-jährigen Bestehen des Sächsischen  Pestalozzi-Vereins 1895. Daneben schrieb u. a. für die Bunten Bilder aus dem Sachsenlande und beteiligte sich an der Festschrift zur 800jährigen Jubelfeier des Hauses Wettin. Außerdem verfasste er auch Gelegenheitslieder, wie zum Beispiel Vater in des Himmelshöhen, das anlässlich der Eröffnung der Generalversammlung des Allgemeinen Sächsischen Lehrervereins 1891 gesungen wurde.
Bleibende Bekanntheit erlangte er durch seine 1898 veröffentlichten illustrierten Festschriften anlässlich des 25-jährigen Regierungsjubiläums des Königs Albert von Sachsen.
1899 starb er im Alter von 42 Jahren. Er war unverheiratet.

## Werke (Auswahl)
- Das Wettinfest in Dresden (mit 1 Abbildung) In: Bunte Bilder aus dem Sachsenlande. Für Jugend und Volk herausgegeben. Julius Klinkhardt, Leipzig 1892, S. 76–80.
- Die Burg Wettin. In: Paul Arras: Lieder vom sächsischen Vaterlande aus alter und neuer Zeit. Huhle, 1892, S. 16.
- König Albert. Festgabe des Sächsischen Pestalozzi-Vereins zum 70. Geburtstage und 25jährigen Regierungsjubiläum Sr. Majestät des Königs. Mit 11 Bildern. Klinkhardt, Leipzig 1898.
- König Albert. Festgabe der Stadt Dresden zum 70. Geburtstage und 25jährigen Regierungsjubiläum Sr. Majetät des Königs. Im Auftrage des Sächs. Pestalozzi-Vereins verfaßt. 2., verb. Aufl., Dresden 1898.